# Trench (geologia)
Trench, traducibile dall'inglese come trincea, è un termine tecnico usato dai geologi per indicare quelle spaccature caratteristiche che preludono la nascita di un dirupo. Questi crepacci vengono descritti nella letteratura scientifica come solchi di allentamento che deformano il versante, tagli verticali che dislocano il pendio all'inizio di un dissesto. Dissesto che può attendere anche per qualche migliaio di anni, età massima dei nostri crepacci.
Come spiega il geologo Francesco Prinetti, questi trench formano profondi precipizi solo se il versante si trova in una particolare situazione, detta di deformazione gravitativa profonda di versante (DGPV), legata probabilmente all'azione di una faglia sottostante: la faglia sbriciola la roccia in profondità creando delle condizioni (volumi vuoti, circolazione di fluidi, minor coesione) che destabilizzano la massa rocciosa sovrastante. È possibile che una sequenza di trench segni in superficie il luogo in cui in profondità si passa da roccia stabile a processi di tipo DGPV.